# Kim Hee-sun (athlétisme)
Kim Hee-sun (née le 20 avril 1963) est une athlète sud-coréenne, spécialiste du saut en hauteur.

## Biographie
Dans les années 1980 elle remporte plusieurs médailles au saut en hauteur des championnats d'Asie et des Jeux asiatiques.
Lors des Jeux olympiques de 1988, elle saute à 1,92 m, ce qui la qualifie pour la finale, où elle termine 8e grâce à un bond à 1,90 m.
Elle a un record personnel de 1,93 m, établi en 1990, ce qui constitue le record de Corée du Sud

### Palmarès
| Date | Compétition         | Lieu      | Résultat | Épreuve | Performance |
| ---- | ------------------- | --------- | -------- | ------- | ----------- |
| 1983 | Championnats d'Asie | Koweit    | 3e       | Hauteur | 1,81 m      |
| 1986 | Jeux asiatiques     | Séoul     | 3e       | Hauteur | 1,89 m      |
| 1987 | Championnats d'Asie | Singapour | 2e       | Hauteur | 1,90 m      |
| 1988 | Jeux olympiques     | Séoul     | 8e       | Hauteur | 1,90 m      |
| 1989 | Championnats d'Asie | New Delhi | 2e       | Hauteur | 1,90 m      |
| 1990 | Jeux asiatiques     | Pékin     | 2e       | Hauteur | 1,90 m      |

### Records
| Épreuve         | Performance | Lieu  | Date            |
| --------------- | ----------- | ----- | --------------- |
| Hauteur         | 1,93 m      | Séoul | 10 juin 1990    |
| Hauteur (salle) | 1,91 m      | Osaka | 11 février 1988 |